# ماركت هايدنفلد
ماركت هايدنفلد (بالألمانية: Marktheidenfeld) هي place with town rights and privileges و بلدة ألمانية تقع في ألمانيا في Main-Spessart.